# Collège de Bagdad
Bagdad College (en arabe : كلية بغداد ) est un lycée d’élite pour les garçons âgés de 11 à 18 ans à Bagdad, en Irak. C'était à l'origine une école catholique fondée et dirigée par des jésuites américains de Boston. La nationalisation et l'expulsion des professeurs jésuites par le gouvernement irakien en 1969 ont changé le caractère de l'école. Il a été comparé dans les médias britanniques au Collège d'Eton et constitue sans doute la plus célèbre école secondaire pour garçons d'Irak, ayant produit des premiers ministres irakiens, des vice-premiers ministres, des vice-présidents, des milliardaires à dollars et des membres du Chambre des lords britannique, parmi beaucoup d'autres anciens élèves notables.

## L'histoire

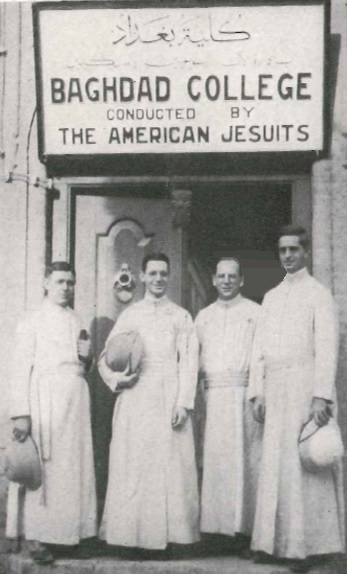
Fondateur Rice & Jeunes Jésuites

Le collège de Bagdad a été fondé en 1932:228 par William A. Rice, SJ (qui deviendra plus tard évêque à Belize, en Amérique centrale). Le pape Pie XI a demandé la création d'une école catholique à Bagdad pour desservir la population musulmane, et l'église a envoyé quatre jésuites pour établir cette école. L'un d'entre eux était le p. John Mifsud, d'origine maltaise. L'école avait à l'origine quatre professeurs jésuites et 107 étudiants. La devise de l'école était "Une école irakienne pour les garçons irakiens":228. L'école était initialement répartie dans dix bâtiments :228 situés au 11/45, rue Murabba'ah à Bagdad, sur la rive est du Tigre, sur un 4 acres (1,618742568 ha) de terre dans la partie nord de la ville. Le père Léo Guay a conçu les bâtiments du campus en s’inspirant de l’architecture irakienne:228. Les cours se sont déroulés en anglais. NPR a déclaré qu’à l’époque il s’agissait du "premier lycée" de Bagdad. Peu de temps après sa fondation, l'équipe enseignante comprenait 33 jésuites et 31 professeurs laïcs irakiens:228. Certains des jésuites parlaient couramment l'arabe :229 et d'autres avaient mis en place des cours d'arabe pour essayer de les enseigner eux-mêmes:230. Le corps étudiant est devenu plus de 1.100:228. La plupart des étudiants étaient des enfants de l'élite irakienne. Historiquement, environ 20% des étudiants ont reçu des bourses:228. Environ la moitié des étudiants étaient musulmans et l'autre moitié étaient chrétiens:229. Juifs étaient aussi des étudiants. Les élèves du collège de Bagdad comprenaient des Iraquiens, des Arméniens, des Égyptiens, des Iraniens, des Palestiniens et des Syriens:234.
L'école n'a pas tenté de convertir les musulmans au christianisme  et les étudiants n'étaient pas obligés d'assister aux offices de la chapelle:230. Richard Cushing, un cardinal de Boston, a critiqué en privé l’école pour ne pas avoir de convertis. Laith Kubba, un activiste irakien et ancien étudiant, a déclaré que l'école l'avait aidé à devenir un meilleur musulman:226.
Anthony Shadid, un Américain, a déclaré dans un essai que l'école symbolisait un Irak laïque à l'époque, la manière dont les deux pays se percevaient et la notion que les États-Unis et l'Irak "pouvaient se permettre un idéaliste version de l'autre. Je pense que c'est impossible aujourd'hui et je le dis avec une certaine tristesse." 
Pendant la période baathiste en Irak, les étudiants devaient suivre des cours sur Saddam Hussein. Les cours sur Saddam ont pris fin après l'invasion de l'Irak en 2003. À partir de 2005, l’école a toujours accepté les meilleurs étudiants de Bagdad. Dexter Filkins, du New York Times, a déclaré: "Aujourd'hui, le collège de Bagdad est en train de devenir son moi d'avant." En 2012, Anthony Shadid a déclaré que l'école avait connu un "déclin désordonné":225.
Les tombes de cinq Américains se trouvent dans le cimetière de l'école. L'un d'eux est celui d'un enseignant qui a été employé par le collège de Bagdad pendant 35 ans:227.

## Anciens élèves notables
Pré-nationalisation
- Nemir Kirdar, financier, homme d'affaires milliardaire
- Sir Nadhmi Auchi, homme d'affaires milliardaire et philanthrope
- Loris Ohannes Chobanian, compositeur, chef d'orchestre, professeur de musique classique et interprète
- Howar Ziad, ambassadeur de l'Irak au Canada
- Ali Allawi, écrivain et homme politique
- Ayad Allawi, neurologue et ancien Premier ministre par intérim de l'Iraq[7].
- Ahmad Chalabi, PhD, homme politique irakien, ancien ministre du Pétrole par intérim et ancien vice-premier ministre irakien[7].
- Adil Abdul Mahdi, PhD, homme politique, économiste et vice-président irakien de 2005 à 2011 [7], Premier ministre de l'Iraq depuis le 25 octobre 2018[8].
- Mithal al-Alusi, homme politique irakien [9]
- Kanan Makiya, PhD, auteur, universitaire et fondateur de la Iraq Memory Foundation[2]:233.
- Nizar Hamdoon (1944-2003): ambassadeur d'Irak aux États-Unis et aux Nations unies, ministre adjoint des Affaires étrangères d'Irak et sous-secrétaire de son ministère des Affaires étrangères
- Dr. Reymond Shekouri Mathématicien spécialisé dans les systèmes chaotiques et non linéaires. Fondateur du département de mathématiques du College of Science de l'Université de Bagdad
- Dr. Omar al-Farouk Salem al-Damluji, ancien président du génie civil à l'Université de Bagdad et ancien ministre du gouvernement irakien pour la construction et le logement. Actuellement président du groupe irakien de l'ASCE et de la société irakienne de géotechnique

Post-nationalisation
- Professeur Kosai Mohamed Rasheed Raoof Al-Obaydi, PhD, en traitement du signal, responsable du département ASTRE, ENSIM Engineering College, Université du Mans
- Professeur Jim al-Khalili, PhD, OBE, physicien théoricien britannique, auteur et diffuseur
- Le professeur Mushtak Al-Atabi, Ph.D., doyen et directeur général de l'Université Heriot-Watt (Malaisie), auteur du livre "Think Like an a Engineer" et membre de l'Institute of Mechanical Engineers
- Professeur le Seigneur Darzi de Denham, Ara Darzi, Baron Darzi de Denham, membre du Parlement britannique, pionnier de la chirurgie
- Dr. Munjed Al Muderis, chirurgien pionnier de l'ostéointégration et activiste des droits de l'homme.
- Nabil Shaban Mustafa, Dean Institut technologique en 1975 et président adjoint de l'Institut technique Fondation en 1981 et vit actuellement à Canada consultatif génie chimique et auteur livre physique chimiques imprimés et enseignées dans les universités irakiennes
- Dr. Bilal Abdulla, terroriste du complot terroriste à la bombe de Glasgow
- Omar al-Tikriti, fils du chef des services secrets irakiens Sabawi al-Tikriti et neveu de Saddam Hussein
- Qusay Hussein, fils de Saddam Hussein
- Uday Hussein, fils de Saddam Hussein
- Dr. Marwan Younis, professeur d'électronique à l'université de Karlsruhe et actuellement directeur des relations d'entreprise du GRSS
- Dr. Mustafa Alabbassi, doyen du Collège de pharmacie de l'Université Al Mustansirya
- Dr. Sadir Al Rawi, chirurgien pionnier en oncologie, chef du département d'oncologie, université Al Zahra, Dubaï

## Sources
- MacDonnell, J. Jésuites du Tigre. 1994. Boston, MA: Presse de mission jésuite
- "Le collège de Bagdad et le rôle changeant de l'Amérique en Irak" (transcription radio, archivée ). NPR. 7 septembre 2011.